# Floorballligaen (damer)
 For alternative betydninger, se Floorball-Ligaen. (Se også artikler, som begynder med Floorball-Ligaen)
Floorball-Ligaen er den bedste liga indenfor floorball i Danmark. Ligaen er delt op i en øst- og en vestdivision med hver otte hold. De fire bedste hold fra hver division kvalificerer sig til kvartfinalerne.

## Floorballligaens historie
Tekst mangler, hjælp os med at skrive teksten

## Floorball-Ligaen 2010/11
Vest
- Aab
- Brønderslev Hot Shots (Oprykker)
- FC Outlaws
- ÅFS
- Frederikshavn Bulldogs
- Team Aarhus

Øst
- OG København
- Hafnia Floorball Club
- Herlev Floorball Club
- Hvidovre Attack
- FFK
- Rødovre Floorball Club

## Resultater 1999-2019
Den bedste række er delt op i en øst- og en vestdivision. De 4 bedste hold fra hver division kvalificerer sig til kvartfinalerne.
| År   | Dansk mester             | Sølvvinder                   | Bronze                                                | Kvartfinale                                                                 |
| ---- | ------------------------ | ---------------------------- | ----------------------------------------------------- | --------------------------------------------------------------------------- |
| 1999 | Hafnia FC                | Jægerrspris Underducks (1-3) | Brønderslev (1-8) Århus FK (2-7)                      |                                                                             |
| 2000 | Jægerspris Underducks    | Hafnia FC (3-4)              | Århus FK (1-5) Outlaws FFK (1-4)                      |                                                                             |
| 2001 | FFK Outlaws              | Jægerspris Underducks (1-2)  | Friheden Fighters (2-4) Frederikshavn Bulldogs (1-2)  |                                                                             |
| 2002 | Jægerspris Underducks    | FC Outlaws (4-5)             | Frederikshavn Bulldogs (1-3) Hafnia FC (1-3)          |                                                                             |
| 2003 | Jægerspris Underducks    | Hafnia FC (2-3)              | FFK Outlaws (3-4) Frederikshavn Bulldogs (2-3)        |                                                                             |
| 2004 | Jægerspris Underducks    | FC Outlaws (2-3)             | Frederikshavn Bulldogs (4-3, 3-7) Århus FS (0-3, 1-6) |                                                                             |
| 2005 | Frederikshavn Bulldogs   | FC Outlaws (2-3)             | Jægerspris (3-2, 3-5) Hafnia (1-3, 3-6)               |                                                                             |
| 2006 | Frederikshavn Bulldogs   | FC Outlaws (2-2 straffe 0-2) | Rødovre FC (3-2, 3-5) Jægerspris (3-3, 3-4)           |                                                                             |
| 2007 | Frederikshavn Bulldogs   | FC Outlaws (0-4)             | Jægerspris (3-5, 7-7) Hafnia (1-4, 3-6)               |                                                                             |
| 2008 | FC Outlaws               | Frederikshavn Bulldogs (2-4) | Jægerspris (3-5, 2-5) Aab (3-21, 1-9)                 |                                                                             |
| 2009 | Frederikshavn Bulldogs   | FC Outlaws (3-4)             | Århus FS (6-4, 0-5, 2-6)                              |                                                                             |
| 2010 | Frederikshavn Bulldogs   | Rødovre                      | AaB Århus FS                                          |                                                                             |
| 2011 | Frederikshavn Bulldogs   | FC Outlaws                   | Rødovre AaB                                           |                                                                             |
| 2012 | FC Outlaws               | AaB Floorball Klub           | Rødovre Århus FS                                      |                                                                             |
| 2013 | FC Outlaws               | AaB Floorball Klub           | Rødovre Århus FS                                      |                                                                             |
| 2014 | Frederikshavn            | Århus FK                     | AaB                                                   |                                                                             |
| 2015 | Århus FK                 | AaB Floorball Klub           | Frederikshavn Jægerspris                              |                                                                             |
| 2016 | Århus FK                 | AaB Floorball Klub           | Copenhagen FC Frederikshavn Blackhawks                | Vanløse Floorball Hvidovre Attack FC Herlev Floorball Club Herning Pirates  |
| 2017 | Århus FK                 | AaB Floorball Klub           | Copenhagen FC Frederikshavn Blackhawks                | Vanløse Floorball Hvidovre Attack FC Rødovre Floorball Club Herning Pirates |
| 2018 | Frederikshavn Blackhawks | AaB Floorball Klub (4-5)     | Copenhagen Århus floorball klub                       | Rødovre Floorball Club Hvidovre Attack FC Herning pirates Vanløse Floorball |
| 2019 |                          |                              |                                                       |                                                                             |

## Årets spiller
| År   | Spiller                 | Klub                   |
| ---- | ----------------------- | ---------------------- |
| 2001 | Pernille Aagaard        | Jægerspris             |
| 2002 | Stine Jensen            | FC Outlaws             |
| 2003 | Jane Stubben            | Frederikshavn Bulldogs |
| 2004 | Jeanette Andersen       | FC Outlaws             |
| 2005 | Lise Munk               | FC Outlaws             |
| 2006 | Pernille Aagaard        | Jægerspris             |
| 2007 | Jane Stubben            | Frederikshavn Bulldogs |
| 2008 | Sandie Bagge            | Jægerspris             |
| 2009 | Helle Grønbech          | Frederikshavn Bulldogs |
| 2010 | Malene Falster          | Frederikshavn Bulldogs |
| 2011 | Cecilia Di Nardo        | Frederikshavn Bulldogs |
| 2012 | Cecilia Di Nardo        | Frederikshavn Bulldogs |
| 2013 | Cecilia Di Nardo        | Frederikshavn Bulldogs |
| 2014 | Cecilia Di Nardo        | Frederikshavn Bulldogs |
| 2015 | Caroline Christoffersen | Frederikshavn Bulldogs |
| 2016 | Cecilia Di Nardo        | Århus FK               |
| 2017 | Cecilia Di Nardo        | Malmø                  |

## Rekorder

### Højeste antal mål per kamp
| Sæson   | Nr. | Hold                     | Kampe | Mål for | Ratio |
| ------- | --- | ------------------------ | ----- | ------- | ----- |
| 2012-13 | 1   | Brønderslev Hot Shots FC | 18    | 187     | 10.39 |
| 2015-16 | 2   | Brønderslev Hot Shots FC | 14    | 129     | 9.21  |

### Flest mål i en sæson
| Sæson   | Nr. | Hold                     | Kampe | Mål for | Ratio |
| ------- | --- | ------------------------ | ----- | ------- | ----- |
| 2012-13 | 1   | Brønderslev Hot Shots FC | 18    | 187     | 10.39 |
| 2015-16 | 2   | Brønderslev Hot Shots FC | 14    | 129     | 9.21  |

### Bedste målforskel
| Sæson   | Nr. | Hold                     | Kampe | Mål for | Mål imod | Målforskel |
| ------- | --- | ------------------------ | ----- | ------- | -------- | ---------- |
| 2012-13 | 1   | Brønderslev Hot Shots FC | 18    | 187     | 78       | 109        |